# Pseudonaja textilis
Il serpente bruno orientale (Pseudonaja textilis (Duméril, Bibron & Duméril, 1854)), spesso indicato come serpente bruno comune, è un serpente della famiglia Elapidae, diffuso in Australia e Papua Nuova Guinea.
Questo serpente è considerato il secondo serpente più velenoso della terra in base al valore LD50 ipodermico misurato nei topi.  Essendo la protrombinasi una delle componenti principali del veleno, gli effetti principali riguardano il sistema circolatorio - coagulopatie, emorragie, collassi cardiovascolari, arresti cardiaci.
A causa della sua presenza nelle periferie è il serpente responsabile del maggior numero di decessi in Australia.

## Descrizione
Negli adulti la colorazione è molto variabile. Mentre di solito è di una tonalità di marrone uniforme, può avere diverse varianti tra cui a macchie e a fasce, con una gamma da un colore fulvo molto chiaro fino al nero, tra cui arancio, argento, giallo e grigio. I giovani possono essere fasciati e hanno la testa nera, con una banda più chiara sulle spalle, la nuca nera, e numerose macchie rosso-marrone sul ventre.
Questa specie ha una lunghezza media di 1,5-1,8 m e raramente supera i 2 m. Questi serpenti sono spesso confusi con il serpente bruno reale (Pseudechis australis), condividendone gli stessi habitat in molte zone.